# Иванцов, Дмитрий Николаевич
Дмитрий Николаевич Иванцов (1886, Москва — 13 декабря 1973, США) — юрист, экономист, педагог.

## Биография
Племянник А. М. Иванцова-Платонова (1835—1894). Родился в Москве 8 мая 1886 года[по какому календарю?].
После окончания юридического факультета Московского университета был оставлен в нём для приготовления к преподавательской деятельности; после сдачи магистерского экзамена в 1915 году получил должность приват-доцента при кафедре политической экономии и статистики.
В 1916 году был избран профессором Института сельского хозяйства и лесоводства в Харькове . С 1919 года был профессором Политехнического института в Екатеринодаре; с 1920 года — в эмиграции.
Был профессором экономических наук при Русском коммерческом институте в Белграде. Затем, в 1923—1930 годах занимал должность профессора Русского института сельскохозяйственной кооперации в Праге. До 1945 года — профессор Русского свободного университета в Праге. Читал апологетические лекции о национал-социализме.
Член Центрального комитета объединения «Крестьянская Россия» (1925—1933). Сотрудничал с Обществом правоведения и общественных наук при Русском юридическом факультете. Участвовал в работе Евразийского семинара. Сотрудничал с парижскими русскими организациями. В 1930 выступал в Париже с докладами в парижской группе «Крестьянская Россия», на экономическом совещании в Российском торгово-промышленном и финансовом союзе.
В конце второй мировой войны, при приближении Красной армии стал беженцем в Германии, в 1946—1947 годах — профессор в университете UNRRA в Мюнхене.
Переселившись в США, читал лекции в Фордамском и Колумбийском университетах. Вышел в отставку в 1955 году.
Умер 13 декабря 1973 года.Похоронен на кладбище монастыря в Ново-Дивееве (штат Нью-Йорк).

## Сочинения
- Об устойчивости русских урожаев. — Москва : тип. О. Л. Сомовой, 1913
- К критике русской урожайной статистики. — Петроград : тип. В. Ф. Киршбаума, 1915
- Хозяйственный строй и кооперация. — Прага, 1926 и 1927;
- Russian agriculture during the war. Rural economy / Анциферов А. Н, Батчев М. О, Иванцов Д. Н., Билимович А. Д. — New Haven, Yale University Press, for the Carnegie Endowment for International Peace, Division of Economics and History, 1930
- Что такое советский «колхоз? — [Прага]: Изд-во Крестьянская Россия, 1931.
- Kolektivizatsiiata v Sŭvetska Rusiia. — София:«Гуттенберг», 1932
- Основной закон ценообразования. — Прага, 1933; София, 1938;
- Очередные задачи теории цены. — Прага, 1925;
- Опыт генетической классификации доходов. — Прага, 1928 и 1930
- Essai de sociologie sur l’optimisme révolutionnaire. — Прага, 1937.
- Укрупнение колхозов. — 1953.